# KEEL
KEEL ("キール", pronunciado "kiiru" en japonés) es una banda de rock alternativo japonés formada en el año 2013. Está compuesta por músicos famosos japoneses que han tocado en grupos como 9GOATS BLACK OUT, Girugamesh, deadman o the god and death stars.

## Historia
Tras un primer concierto el 30 de julio de 2013 en Shinjuku LOFT y dos años de inactividad, KEEL decide realizar un breve tour en agosto de 2015 por Tokio, Nagoya y Osaka. Además, anuncia la salida de su primer disco, Cthulhu, que saldrá a la venta ese mismo mes y será de distribución limitada a salas de conciertos.

## Miembros
- ryo - (ex-D'elsquel, ex-Galruda, ex-GULLET(漾), ex-9GOATS BLACK OUT, HOLLOWGRAM, TAG) - voz y diseño
- aie - (ex-Lamiel, ex-kein, ex-deadman, the god and death stars , highfashionparalyze , THE MADCAP LAUGHS) - guitarra
- Shuu (愁) - (Girugamesh) - bajo
- Tomoi - (C4) - batería

## Discografía
- Cthulhu (2015)